# Amphilaphis dispersa
Amphilaphis dispersa is een zachte koraalsoort uit de familie Primnoidae. De koraalsoort komt uit het geslacht Amphilaphis. Amphilaphis dispersa werd in 1912 voor het eerst wetenschappelijk beschreven door Kükenthal. 